# Bangka
Bangka er en indonesisk ø beliggende øst for Sumatra adskilt af Bangkastrædet. Øen havde i 1990 en befolkning på 625.000 og har et areal på 11.910 km². Øens største by hedder Pangkalpinang. Øen er et af verdens største produktionscentre af tin. Peber produceres også. Øen indgår i provinsen Bangka-Belitung, og øens største by er Pangkal Pinang, som også er administrationscentrum for provinsen.